# Spheropistha melanosoma
Spheropistha melanosoma là một loài nhện trong họ Theridiidae.
Loài này thuộc chi Spheropistha. Spheropistha melanosoma được Takeo Yaginuma miêu tả năm 1957.

## Hình ảnh

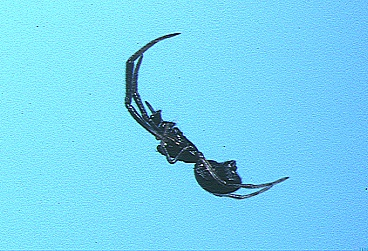